# Out of Time
Out Of Time – siódmy studyjny album zespołu R.E.M. wydany w 1991 roku.

## Utwory
1. Radio Song (4:12)
2. Losing My Religion (4:29)
3. Low (3:55)
4. Near Wild Heaven (3:17)
5. Endgame (3:48)
6. Shiny Happy People (3:44)
7. Belong (4:04)
8. Half A World Away (3:26)
9. Texarkana (3:36)
10. Country Feedback (4:07)
11. Me In Honey (4:06)

## Autorzy
- Bill Berry - perkusja, gitara basowa, pianino, wokal
- Peter Buck - gitara, mandolina
- Mike Mills - gitara basowa, organy, pianino, klawesyn, wokal
- Michael Stipe - wokal

## Notowania
Album
| Rok  | Lista          | Pozycja                   |
| ---- | -------------- | ------------------------- |
| 1991 | Billboard 200  | 1 (109 tygodni na liście) |
| 1991 | UK Album Chart | 1 (183 tygodni na liście) |

Singles
| Rok  | Piosenka             | Lista                            | Pozycja |
| ---- | -------------------- | -------------------------------- | ------- |
| 1991 | "Losing My Religion" | Billboard Hot 100                | 4       |
| 1991 | "Losing My Religion" | Billboard Modern Rock Tracks     | 1       |
| 1991 | "Losing My Religion" | Billboard Mainstream Rock Tracks | 1       |
| 1991 | "Losing My Religion" | Billboard Adult Contemporary     | 28      |
| 1991 | "Shiny Happy People" | Billboard Modern Rock Tracks     | 3       |
| 1991 | "Shiny Happy People" | Billboard Mainstream Rock Tracks | 8       |
| 1991 | "Shiny Happy People" | Billboard Hot 100                | 10      |
| 1991 | "Texarkana"          | Billboard Modern Rock Tracks     | 4       |
| 1992 | "Texarkana"          | Billboard Mainstream Rock Tracks | 7       |